# Franciszek Kostrzewski
Franciszek Kostrzewski (Varsó, 1826. április 19. – Varsó, 1911. szeptember 30.) lengyel festő, illusztrátor, karikaturista.

## Élete
Apja egy városi birtok gondnoka volt. A novemberi felkelést követően, 1831-ben a családja egy vidéki birtokra költözött Sandomierz vajdaságba. Később visszatért Varsóba, hogy a tanulmányait folytassa. A gimnázium tananyag azonban kevésbé érdekelte, ezért úgy döntött, hogy képzőművész lesz. Az apjának azonban más tervei voltak, mégis 1844-ben megenyhült, és megengedte a fiának, hogy beiratkozzon a varsói Képzőművészeti Iskolába.
Tanárai között volt Jan Feliks Piwarski, Chrystian Breslauer és Aleksander Kokular. A tanulmányai alatt beutazta az országot, táj- és városképeket valamint zsánerjeleneteket festett. Kielcébe is elment a neves műgyűjtő, Tomasz Zieliński (1802–1858) meghívására. 1852 és 1853 között Henryk Pillati irányítása alatt dolgozott.
Egy 1856-os németországi és párizsi utazás után Varsóban telepedett le, és több kiadványhoz készített rajzokat. Egyike volt azoknak, akik Adam Mickiewicz műveit, valamint Władysław Syrokomla és Teofil Lenartowicz kevésbé ismert műveit illusztrálták. Idővel az illusztrációi kevésbé lettek kritikusak vagy szatirikusak, inkább a fővárosi élet reális krónikáját mutatták be. Gyakran állított ki a krakkói és a varsói Képzőművészeti Baráti Társaságnál, valamint számos kereskedelmi szalonban. 1891-ben jelentette meg az emlékiratait.

## Képgaléria

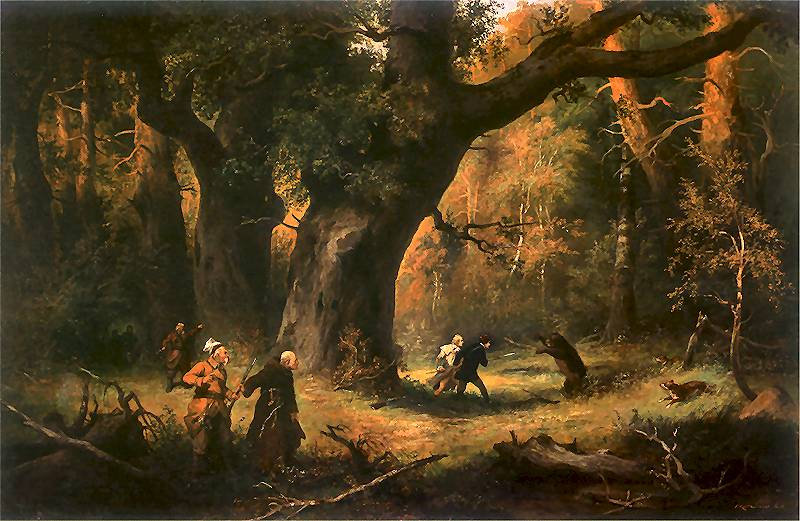
Vadászat (Pan Tadeusz IV. könyvének illusztrációja), (1886)
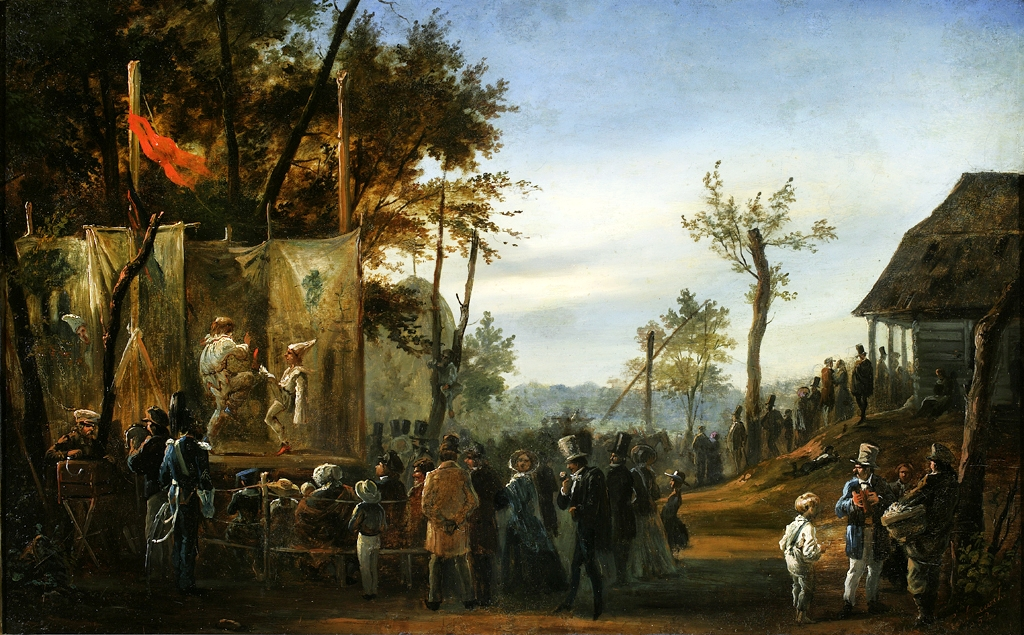
Cirkusz Saska Kępában (1852)
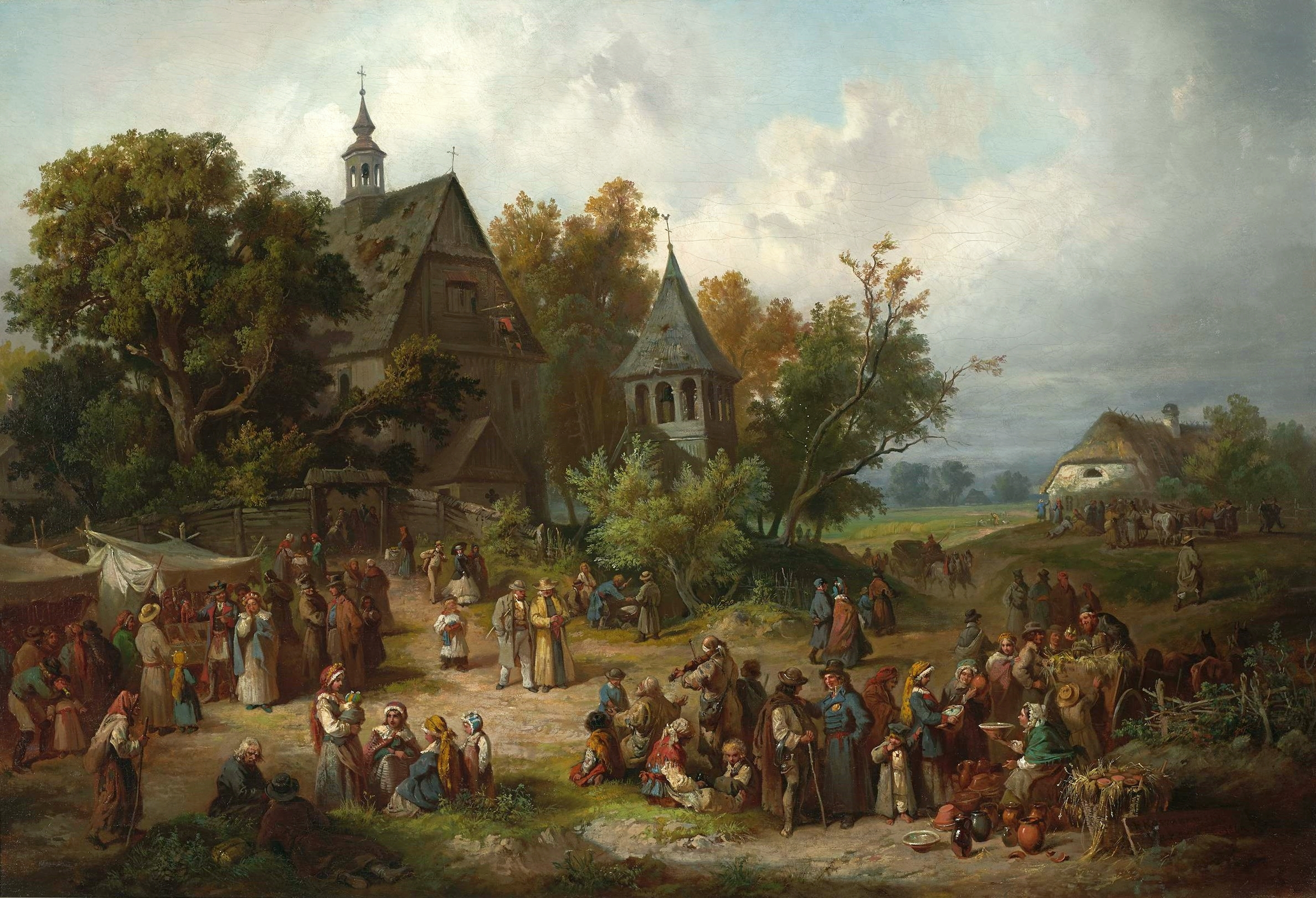
Búcsú vidéken (1866)
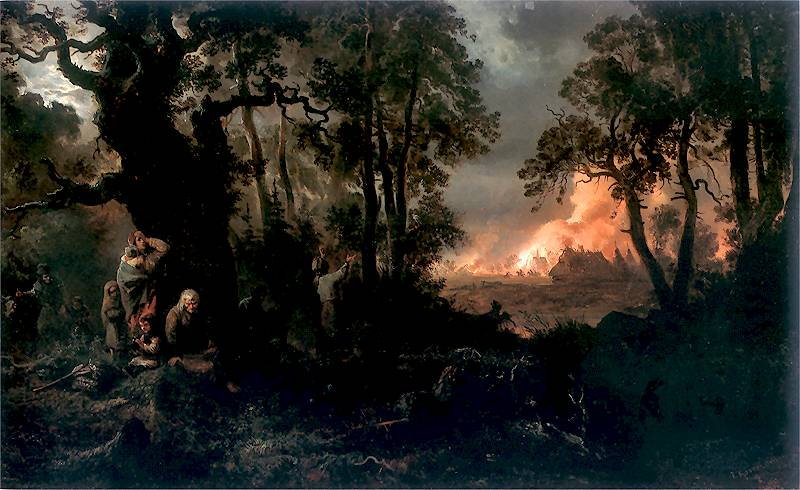
Egy lángoló falu (1862)
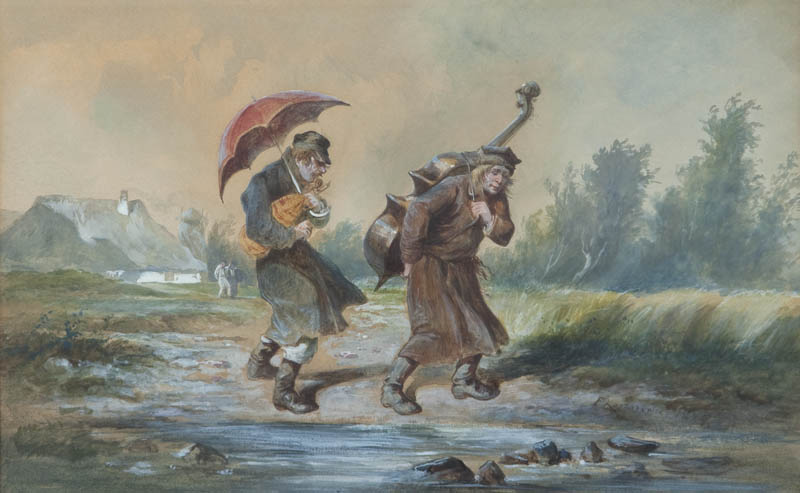
Vándorzenészek (1884)
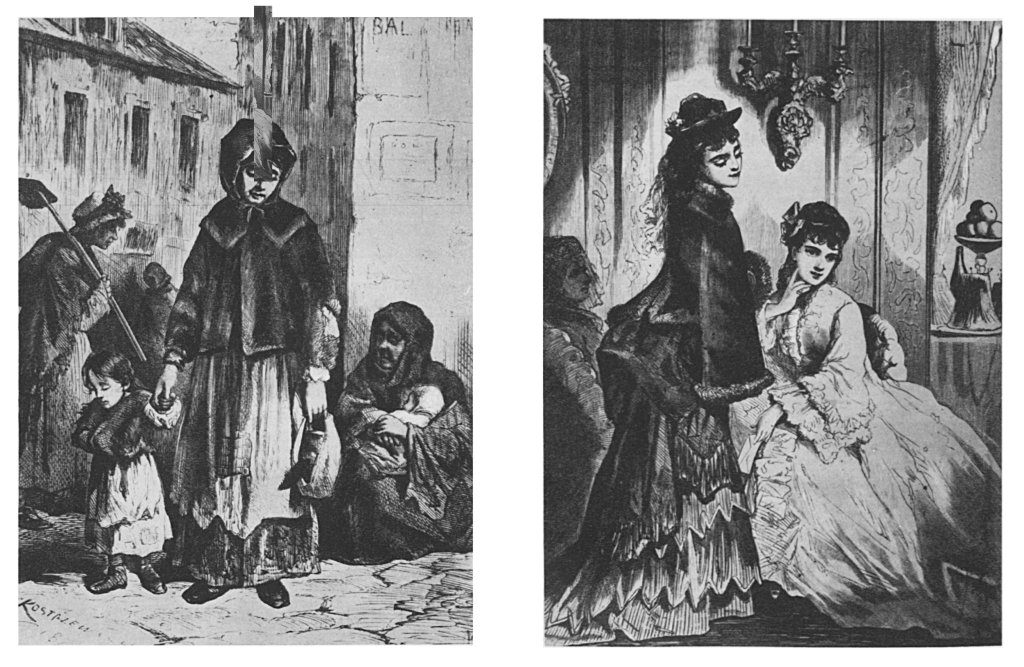
Eszünk ma? – Táncolunk ma? (1875)

## Fordítás
- Ez a szócikk részben vagy egészben  a   Franciszek Kostrzewski című angol Wikipédia-szócikk ezen változatának fordításán alapul.  Az eredeti cikk szerkesztőit annak laptörténete sorolja fel. Ez a jelzés csupán a megfogalmazás eredetét és a szerzői jogokat jelzi, nem szolgál a cikkben szereplő információk forrásmegjelöléseként.